# Piotr Osęka
Piotr Osęka (ur. 10 kwietnia 1973 w Warszawie) – polski historyk, badacz dziejów najnowszych Polski, doktor habilitowany nauk humanistycznych.

## Życiorys
Jest synem Andrzeja Osęki. W 1997 ukończył historię na Uniwersytecie Warszawskim. Jego praca magisterska napisana pod kierunkiem Krystyny Kersten ukazała się w 1999 w rozszerzonej wersji pt. Syjoniści, inspiratorzy, wichrzyciele. Obraz wroga w propagandzie Marca 1968 nakładem Żydowskiego Instytutu Historycznego. W 2005 obronił pracę doktorską na UW zatytułowaną Pochody, wiece, akademie. Oficjalne święta i uroczystości rocznicowe w Polsce lat 1944–1956, napisaną pod kierunkiem Marcina Kuli. Habilitował się w 2016 na UW. Był adiunktem w Instytucie Studiów Politycznych PAN, następnie objął w tej placówce stanowisko profesorskie.
Publikuje artykuły poświęcone najnowszej historii Polski na łamach przede wszystkim „Gazety Wyborczej” i „Polityki”. Jest autorem książek z tej tematyki.
W 2013, za wybitne zasługi w badaniu, dokumentowaniu i upamiętnianiu historii Marca '68, został odznaczony Krzyżem Kawalerskim Orderu Odrodzenia Polski.

## Książki
- Syjoniści, inspiratorzy, wichrzyciele. Obraz wroga w propagandzie Marca 1968, Żydowski Instytut Historyczny, Warszawa 1999
- Rytuały stalinizmu: oficjalne święta i uroczystości rocznicowe w Polsce 1944–1956, Trio i ISP PAN, Warszawa 2007
- Marzec '68, Znak i ISP PAN, Kraków 2008
- Mydlenie oczu. Przypadki propagandy w Polsce (zbiór artykułów prasowych z lat 2002–2009), Znak, Kraków 2010
- My, ludzie z Marca. Autoportret pokolenia '68, Czarne i ISP PAN, Warszawa-Wołowiec 2015